# Municipio de Tecozautla
El municipio de Tecozautla es uno de los ochenta y cuatro municipios que conforman el estado de Hidalgo en México. La cabecera municipal y localidad más poblada es Tecozautla.
El municipio se localiza al poniente del territorio hidalguense entre los paralelos 20°25′ y 20°40′ de latitud norte; los meridianos 99°26′ y 99°51′ de longitud oeste; con una altitud entre 1500 y 2400 m s. n. m. Este municipio cuenta con una superficie de 525.02 km², y representa el 2.52 % de la superficie del estado; dentro de la región geográfica denominada como Valle del Mezquital.
Colinda al norte con el estado de Querétaro y el municipio de Zimapán; al este con los municipios de Zimapán, Tasquillo y Alfajayucan; al sur con el municipio de Huichapan; al oeste con el municipio de Huichapan y el estado de Querétaro.

## Toponimia
El nombre Tecozautla proviene del náhuatl tetl -piedra-, cozauqui -cosa amarilla- y tla que significa -lugar de-; que en conjunto quiere decir "Lugar donde abunda la tierra amarilla".

## Geografía

### Relieve e hidrográfica
En cuanto a fisiografía se encuentra dentro de la provincia del Eje Neovolcánico; dentro de la subprovincia de Sierras y Llanuras de Querétaro e Hidalgo. Su territorio es lomerío (71.0%) y sierra (29.0%). Sus elevaciones principales son San Miguel, Colorado, de Sanabria y Cerrito Blanco.
En cuanto a su geología corresponde al periodo neógeno (91.86%), cretácico (4.0%) y cuaternario (2.0%). Con rocas tipo ígnea extrusiva: basalto (29.86%), toba ácida (26.0%), volcanoclástico (12.0%), toba básica-brecha volcánica básica (5.0%), toba ácida-brecha volcánica ácida (5.0%) y riolita-toba ácida (2.0%); sedimentaria: arenisca–conglomerado (12.0%) y caliza (4.0%); suelo: aluvial (2.0%). En cuanto a cuanto a edafología el suelo dominante es phaeozem (45.86%), vertisol (26.0%), calcisol (19.0%) y leptosol (7.0%).
En lo que respecta a la hidrología se encuentra posicionado en la región hidrológica del Pánuco; en las cuencas del río Moctezuma; dentro de las subcuenca del río Tula (35.0%), río San Juan (30.0%), río Tecozautla (21.0%) y río Alfajayucan
(14.0%). Cuenta además con una presa, pozos y manantiales.

### Clima
El territorio municipal se encuentran los siguientes climas con su respectivo porcentaje: Semiseco semicálido (54.0%) y semiseco templado (46.0%). Con una temperatura climatológica media anual de 17 °C con una precipitación total anual de 517 milímetros.

### Ecología
La flora en el municipio está compuesta por una variedad de árboles como encino, oyamel, biznaga, pitaya, huizache, maguey, nopal, órgano y una gran cantidad de árboles de pirul, y algunos árboles frutales. La fauna está compuesta por conejos, víbora de cascabel, liebre, ardillas, tigrillo, gavilán, tlacuache, armadillo, venado, camaleón, coyote, zopilote, insectos y arácnidos.

## Demografía

### Población
De acuerdo a los resultados que presentó el Censo de Población y Vivienda 2020 del INEGI, el municipio cuenta con un total de 38 010 habitantes, siendo 18 137 hombres y 19 873 mujeres. Tiene una densidad de 72.4 hab/km², la mitad de la población tiene 29 años o menos, existen 91 hombres por cada 100 mujeres.
El porcentaje de población que habla lengua indígena es de 7.63 %, en el municipio se hablan principalmente Otomí del Valle del Mezquital. El porcentaje de población que se considera afromexicana o afrodescendiente es de 1.81 %.
Tiene una Tasa de alfabetización de 99.0 % en la población de 15 a 24 años, de 88.4 % en la población de 25 años y más. El porcentaje de población según nivel de escolaridad, es de 8.0 % sin escolaridad, el 68.2 % con educación básica, el 17.0 % con educación media superior, el 6.7 % con educación superior, y 0.1 % no especificado.
El porcentaje de población afiliada a servicios de salud es de 74.8 %. El 11.2 % se encuentra afiliada al IMSS, el 84.7 % al INSABI, el 3.2 % al ISSSTE, 0.7 % IMSS Bienestar, 0.1 % a las dependencias de salud de PEMEX, Defensa o Marina, 0.2 % a una institución privada, y el 0.4 % a otra institución. El porcentaje de población con alguna discapacidad es de 5.9 %. El porcentaje de población según situación conyugal, el 26.0 % se encuentra casada, el 33.0 % soltera, el 29.9 % en unión libre, el 5.2 % separada, el 0.5 % divorciada, el 5.6 % viuda.
Para 2020, el total de viviendas particulares habitadas es de 10 216 viviendas, representa el 1.2 % del total estatal. Con un promedio de ocupantes por vivienda 3.2 personas. Predominan las viviendas con tabique y block. En el municipio para el año 2020, el servicio de energía eléctrica abarca una cobertura del 98.7 %; el servicio de agua entubada un 98.7 %; el servicio de drenaje cubre un 89.7 %; y el servicio sanitario un 91.7 %.

### Localidades
Para el año 2020, de acuerdo al Catálogo de Localidades, el municipio cuenta con 69 localidades.
| Código INEGI | Localidad                           | Población (2020) | Porcentaje (%) | Ámbito Población | Categoría Población |
| ------------ | ----------------------------------- | ---------------- | -------------- | ---------------- | ------------------- |
| 130590001    | Tecozautla                          | 6701             | 17.63          | Urbana           | Cabecera municipal  |
| 130590023    | Pañhé                               | 2560             | 6.74           | Urbana           | Comunidad           |
| 130590014    | Gandho                              | 2382             | 6.27           | Rural            | Comunidad           |
| 130590007    | Bomanxotha                          | 2129             | 5.60           | Rural            | Comunidad           |
| 130590030    | San Francisco                       | 1909             | 5.02           | Rural            | Comunidad           |
| 130590013    | La Esquina                          | 1699             | 4.47           | Rural            | Comunidad           |
| 130590029    | San Antonio                         | 1614             | 4.25           | Rural            | Comunidad           |
| 130590019    | La Mesilla                          | 1550             | 4.08           | Rural            | Comunidad           |
| 130590031    | San Joaquín                         | 1338             | 3.52           | Rural            | Comunidad           |
| 130590004    | Atengo                              | 878              | 2.31           | Rural            | Comunidad           |
| 130590036    | Uxdejhé                             | 874              | 2.30           | Rural            | Comunidad           |
| 130590035    | Tenzabhí                            | 777              | 2.04           | Rural            | Comunidad           |
| 130590006    | Banzhá                              | 761              | 2.00           | Rural            | Comunidad           |
| 130590015    | Guadalupe                           | 736              | 1.94           | Rural            | Comunidad           |
| 130590026    | El Riíto                            | 715              | 1.88           | Rural            | Comunidad           |
| 130590033    | San Miguel Caltepantla              | 661              | 1.74           | Rural            | Comunidad           |
| 130590098    | La Otra Banda                       | 659              | 1.73           | Rural            | Comunidad           |
| 130590028    | El Salto                            | 565              | 1.49           | Rural            | Comunidad           |
| 130590055    | San Pedro                           | 561              | 1.48           | Rural            | Comunidad           |
| 130590086    | El Crucero                          | 551              | 1.45           | Rural            | Comunidad           |
| 130590054    | Tzidejhé                            | 540              | 1.42           | Rural            | Comunidad           |
| 130590017    | Maguey Verde                        | 487              | 1.28           | Rural            | Ranchería           |
| 130590021    | La Paila                            | 478              | 1.26           | Rural            | Ranchería           |
| 130590011    | Cuamxhi                             | 477              | 1.25           | Rural            | Ranchería           |
| 130590005    | Bajhí                               | 474              | 1.25           | Rural            | Ranchería           |
| 130590009    | Bothé                               | 459              | 1.21           | Rural            | Ranchería           |
| 130590037    | Yethay                              | 449              | 1.18           | Rural            | Ranchería           |
| 130590003    | Aljibes                             | 413              | 1.09           | Rural            | Ranchería           |
| 130590024    | El Paso                             | 318              | 0.84           | Rural            | Ranchería           |
| 130590022    | El Palmar                           | 305              | 0.80           | Rural            | Ranchería           |
| 130590020    | Ninthí                              | 291              | 0.77           | Rural            | Ranchería           |
| 130590077    | La Presa                            | 263              | 0.69           | Rural            | Ranchería           |
| 130590076    | Pared Blanca                        | 255              | 0.67           | Rural            | Ranchería           |
| 130590048    | Rancho Viejo                        | 250              | 0.66           | Rural            | Ranchería           |
| 130590018    | Manguaní                            | 246              | 0.65           | Rural            | Ranchería           |
| 130590027    | La Salitrera                        | 240              | 0.63           | Rural            | Ranchería           |
| 130590090    | La Lomita                           | 237              | 0.62           | Rural            | Ranchería           |
| 130590059    | Joñhé                               | 231              | 0.61           | Rural            | Ranchería           |
| 130590091    | Nuevo Aljibes                       | 223              | 0.59           | Rural            | Ranchería           |
| 130590025    | Ranzhá                              | 202              | 0.53           | Rural            | Ranchería           |
| 130590038    | La Sabina                           | 173              | 0.46           | Rural            | Ranchería           |
| 130590032    | San José el Desierto                | 126              | 0.33           | Rural            | Ranchería           |
| 130590010    | Boxhi                               | 119              | 0.31           | Rural            | Ranchería           |
| 130590105    | Los Carrizos                        | 112              | 0.29           | Rural            | Ranchería           |
| 130590072    | La Cruz de Piedra                   | 101              | 0.27           | Rural            | Ranchería           |
| 130590034    | Taxbathá                            | 101              | 0.27           | Rural            | Ranchería           |
| 130590104    | El Zundhó                           | 95               | 0.25           | Rural            | Ranchería           |
| 130590008    | Boñhé                               | 93               | 0.24           | Rural            | Ranchería           |
| 130590012    | El Dedhó                            | 83               | 0.22           | Rural            | Ranchería           |
| 130590016    | La Joya                             | 82               | 0.22           | Rural            | Ranchería           |
| 130590050    | Yextho Chico                        | 69               | 0.18           | Rural            | Ranchería           |
| 130590002    | El Ahorcado                         | 66               | 0.17           | Rural            | Ranchería           |
| 130590039    | El Mercader                         | 48               | 0.13           | Rural            | Ranchería           |
| 130590046    | El Doranhi                          | 44               | 0.12           | Rural            | Ranchería           |
| 130590097    | Las Granjas del Ejido de Tecozautla | 36               | 0.09           | Rural            | Ranchería           |
| 130590043    | Las Galindas                        | 30               | 0.08           | Rural            | Ranchería           |
| 130590100    | La Cruz de Piedra                   | 27               | 0.07           | Rural            | Ranchería           |
| 130590049    | El Géiser                           | 25               | 0.07           | Rural            | Ranchería           |
| 130590096    | El Caracol                          | 22               | 0.06           | Rural            | Ranchería           |
| 130590088    | La Cueva                            | 21               | 0.06           | Rural            | Ranchería           |
| 130590053    | Pathecito [Rancho]                  | 20               | 0.05           | Rural            | Ranchería           |
| 130590102    | El Granjenal (Las Adjuntas)         | 19               | 0.05           | Rural            | Ranchería           |
| 130590040    | Rayón                               | 12               | 0.03           | Rural            | Ranchería           |
| 130590052    | La Cochera [Barrio]                 | 10               | 0.03           | Rural            | Ranchería           |
| 130590083    | La Polvadera                        | 9                | 0.02           | Rural            | Ranchería           |
| 130590095    | Santa Bárbara [Rancho]              | 4                | 0.01           | Rural            | Ranchería           |
| 130590069    | La Alameda                          | 3                | 0.01           | Rural            | Ranchería           |
| 130590101    | El Charcón                          | 1                | 0.00           | Rural            | Ranchería           |
| 130590094    | Rancho la Parada                    | 1                | 0.00           | Rural            | Ranchería           |

## Política
Se erigió como municipio el 15 de febrero de 1826. El Honorable Ayuntamiento está compuesto por: un presidente municipal, un síndico, ocho regidores, y cuarenta y cuatro delegados municipales. De acuerdo al Instituto Nacional electoral (INE) el municipio está integrado por veinticinco secciones electorales, de la 1152 a la 1176. Para la elección de diputados federales a la Cámara de Diputados de México y diputados locales al Congreso de Hidalgo, se encuentra integrado al II Distrito Electoral Federal de Hidalgo y al VI Distrito Electoral Local de Hidalgo. A nivel estatal administrativo pertenece a la Macrorregión V y a la Microrregión XI, además de a la Región Operativa XIV Huichapan.

### Cronología de presidentes municipales
| Periodo                  | Nombre                                     | Afiliación política        |
| ------------------------ | ------------------------------------------ | -------------------------- |
| 1961-1964                | Alberto Rojo Barranco                      | PRI                        |
| 1964-1966                | Adalberto G. Barquera                      | PRI                        |
| 1966-1967                | Leonel Rojo Reyes                          | PRI                        |
| 1967-1970                | Aristeo Trejo Villeda                      | PRI                        |
| 1970-1973                | Carlos Reséndiz Rojo                       | PRI                        |
| 1973-1976                | Raúl Rojo Ocampo                           | PRI                        |
| 1976-1979                | Alfonso Reséndiz Camacho                   | PRI                        |
| 1979-1982                | Gudelio Uribe Uribe                        | PRI                        |
| 1982-1985                | Rigoberto Soto Chávez                      | PRI                        |
| 1985-1988                | Antonio Ramírez Sánchez                    | PRI                        |
| 1988-1991                | Alejandro Reséndiz Partido                 | PRI                        |
| 1991-1994                | Sergio Morán Segovia- Pablo Alvarado Morán | PRI                        |
| 16/01/1994 al 15/01/1997 | Humberto Ocampo Trejo                      | PRI                        |
| 16/01/1997 al 15/01/2000 | Jaime Amador Díaz Jiménez                  | PRI                        |
| 16/01/2000 al 15/01/2003 | Gudelio Uribe Uribe                        | PRD                        |
| 16/01/2003 al 15/01/2006 | Francisco Endonio Juárez                   | - PRI-PVEM                 |
| 16/01/2006 al 15/01/2009 | Gudelio Uribe Uribe                        | PRD                        |
| 16/01/2009 al 15/01/2012 | Pedro Geremías Viruel Ramírez              | PVEM                       |
| 16/01/2012 al 04/09/2016 | Mauricio Trejo Mejía                       | PVEM                       |
| 05/09/2016 al 04/09/2020 | Víctor Javier Cruz Soto                    | PAN                        |
| 05/09/2020 al 14/12/2020 | Alejandro Bruciaga Rojo                    | Concejo municipal Interino |
| 15/12/2020 al 04/09/2024 | Joel Elías Paso                            | Independiente              |
| 05/09/2024 al 04/09/2027 | Marisol Prieto Avendaño                    | Morena                     |

## Economía
En 2015 el municipio presenta un IDH de 0.674 Medio, por lo que ocupa el lugar 59.º a nivel estatal; y en 2005 presentó un PIB de $1,121,662,598.00 pesos mexicanos, y un PIB per cápita de $35,486.00 (precios corrientes de 2005).
De acuerdo con el Consejo Nacional de Evaluación de la Política de Desarrollo Social (Coneval), el municipio registra un Índice de Marginación Medio. El 55.4% de la población se encuentra en pobreza moderada y 17.5% se encuentra en pobreza extrema. En 2015, el municipio ocupó el lugar 54 de 84 municipios en la escala estatal de rezago social.
A datos de 2015, en materia de agricultura el maíz se siembra en una superficie total de 5976 ha, el fríjol, por su parte, para su cultivo utiliza una superficie de 2279 ha, y la alfalfa verde  en una superficie de 1373 ha. En ganadería se cría el ganado ovino, caprino, bovino, porcino, la que es explotada en mayor proporción es el ganado ovino.
Para 2015 se cuenta con 575 unidades económicas, que generaban empleos para 1976 personas. En lo que respecta al comercio, se cuenta con un tianguis, veinticinco tiendas Diconsa y siete tiendas Liconsa; además de un rastro público. De acuerdo con cifras al año 2015 presentadas en los censos económicos por el INEGI, la Población Económicamente Activa (PEA) del municipio asciende a 13 264 personas de las cuales 12 916 se encuentran ocupadas y 348 se encuentran desocupadas. El 42.69%, pertenece al sector primario, el 24.27% pertenece al sector secundario, el 31.66%% pertenece al sector terciario y 1.38% no especificaron.